# Guga (football, 1964)
Pour les articles homonymes, voir Guga.
Alexandre da Silva, surnommé Guga (né le 14 juillet 1964 à Osasco au Brésil), est un footballeur brésilien.

## Biographie
Il fut meilleur buteur du Campeonato Brasileiro do Série A 1993 avec 14 buts.
Guga a joué au Goiás Esporte Clube et au Santos Futebol Clube dans le Campeonato Brasileiro.

## Palmarès
- Meilleur buteur du championnat du Brésil : 1993